# Campionato italiano di tennistavolo

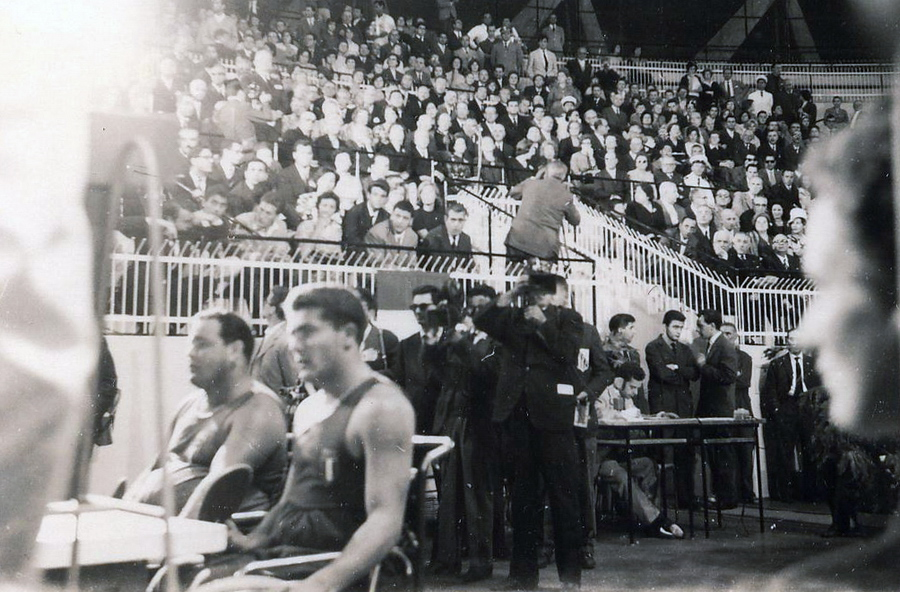
Competizione a Roma (1960)

Il Campionato italiano di tennistavolo è una competizione sportiva, stabilita a cadenza usualmente annuale e inerente al gioco a livello agonistico del tennistavolo, altresì noto con il termine colloquiale (onomatopeico) ping pong. L'attuale campione d'Italia è il Tennistavolo Sassari che, alla prima partecipazione in Serie A1, ha sconfitto il Top Spin Messina nella finale scudetto 2025.

## Storia
È organizzato e patrocinato dalla federazione competente, la FITeT. Il primo venne istituito e disputato nel 1948 senza distinzioni di genere maschile o femminile tra atlete/i impegnati.

## Formula
Analogamente ad altre discipline sportive, le serie A, B e C con le rispettive suddivisioni (A-1, A-2, B-1, B-2, C-1) sono organizzate con un unico livello nazionale, o prevedono raggruppamenti tra macroaree, con regioni disciplinabili a contiguità territoriale; dalle serie inferiori alla C-2 l'ambito è regionale. Allo stesso modo, a meno che non siano concisi (tornei di 1-3 giorni), è d'uso che anche le fasi finali delle competizioni prevedano playout o playoff per determinare retrocessioni o vincitore finale.
L'accesso riservato alla partecipazione maschile o femminile avviene dalla serie B, mentre al di sotto sono consentite squadre "unisex".

## Albo d'oro - serie A Maschile
| Anno | Vincitore                   |
| ---- | --------------------------- |
| 1948 | Ginnastica Torino           |
| 1949 | Ginnastica Torino           |
| 1950 | Tennistavolo Bologna        |
| 1951 | Fortitudo Bologna           |
| 1952 | Fortitudo Bologna           |
| 1953 | Fortitudo Bologna           |
| 1954 | Veneta Verona               |
| 1955 | Tennistavolo Vigevano       |
| 1956 | Mare e Monte Ruta Camogli   |
| 1957 | CUS Roma                    |
| 1958 | Mare e Monte Ruta Camogli   |
| 1959 | Olympia Treviso             |
| 1960 | Dip. Comunali Milano        |
| 1961 | Dip. Comunali Milano        |
| 1962 | Universitas Roma            |
| 1963 | C.S.I. Treviso              |
| 1964 | Ata Acli Asola              |
| 1965 | C.S.I. Milano               |
| 1966 | C.S.I. Milano               |
| 1967 | La Soffitta Trieste         |
| 1968 | Nichelino Torino            |
| 1969 | C.S.I. Milano               |
| 1970 | Torreggiani Asola           |
| 1971 | CUS Firenze                 |
| 1972 | Vitamirella S.Elpidio       |
| 1973 | Città dei Ragazzi Modena    |
| 1974 | CUS Firenze                 |
| 1975 | CUS Firenze                 |
| 1976 | Vitamirella S.Elpidio       |
| 1977 | Tennistavolo Senigallia     |
| 1978 | Vitamirella S.Elpidio       |
| 1979 | Tennistavolo Senigallia     |
| 1980 | Agri Gom Parma              |
| 1981 | Pellicce Canali Parma       |
| 1982 | Pellicce Canali Parma       |
| 1983 | Pellicce Canali Parma       |
| 1984 | Vita S.Elpidio              |
| 1985 | Centroscarpa Prato          |
| 1986 | Centroscarpa Prato          |
| 1987 | Centroscarpa Prato          |
| 1988 | Tennistavolo Latina         |
| 1989 | Kiwi Isolabella Latina      |
| 1990 | Tennistavolo Marcozzi       |
| 1991 | C.R.A.A. Ferentino          |
| 1992 | Tennistavolo Marcozzi       |
| 1993 | Libertas Alfaterna          |
| 1994 | C.R.A.A. Ferentino          |
| 1995 | Libertas Alfaterna          |
| 1996 | Libertas Alfaterna          |
| 1997 | Libertas Alfaterna          |
| 1998 | Libertas Alfaterna          |
| 1999 | Body Center Messina         |
| 2000 | Tennistavolo Marcozzi       |
| 2001 | Tennistavolo Marcozzi       |
| 2002 | Sterilgarda Castel Goffredo |
| 2003 | Sterilgarda Castel Goffredo |
| 2004 | Pieve Emanuele              |
| 2005 | Pieve Emanuele              |
| 2006 | Pieve Emanuele              |
| 2007 | Pieve Emanuele              |
| 2008 | Il Circolo Roma             |
| 2009 | Sterilgarda Castel Goffredo |
| 2010 | Sterilgarda Castel Goffredo |
| 2011 | CUS Torino                  |
| 2012 | Città di Siracusa           |
| 2013 | Apuania Carrara             |
| 2014 | Apuania Carrara             |
| 2015 | Frandent Group Cus Torino   |
| 2016 | ASD TT Castel Goffredo      |
| 2017 | Apuania Carrara             |
| 2018 | Apuania Carrara             |
| 2019 | Top Spin Messina            |
| 2020 | Titolo non assegnato        |
| 2021 | Apuania Carrara             |
| 2022 | Top Spin Messina            |
| 2023 | Apuania Carrara             |
| 2024 | Apuania Carrara             |
| 2025 | Tennistavolo Sassari        |

## Albo d'oro - serie A Femminile
| Anno      | Vincitore                   |
| --------- | --------------------------- |
| 1995-1996 | Sterilgarda Castel Goffredo |
| 1996-1997 | Sterilgarda Castel Goffredo |
| 1997-1998 | Sterilgarda Castel Goffredo |
| 1998-1999 | Sterilgarda Castel Goffredo |
| 1999-2000 | Sterilgarda Castel Goffredo |
| 2000-2001 | Pink Cervino Valle d'Aosta  |
| 2001-2002 | Sterilgarda Castel Goffredo |
| 2002-2003 | Sterilgarda Castel Goffredo |
| 2003-2004 | Sterilgarda Castel Goffredo |
| 2004-2005 | Sterilgarda Castel Goffredo |
| 2005-2006 | Sterilgarda Castel Goffredo |
| 2006-2007 | Sterilgarda Castel Goffredo |
| 2007-2008 | Sterilgarda Castel Goffredo |
| 2008-2009 | TT Sandonatese              |
| 2009-2010 | Sterilgarda Castel Goffredo |
| 2010-2011 | TT Sandonatese              |
| 2011-2012 | TT Sandonatese              |
| 2012-2013 | TT Sandonatese              |
| 2013-2014 | US Tennistavolo Zeus        |
| 2014-2015 | Teco Cortemaggiore          |
| 2015-2016 | ASD TT Castel Goffredo      |
| 2016-2017 | ASD TT Castel Goffredo      |
| 2017-2018 | ASD TT Castel Goffredo      |
| 2018-2019 | ASD TT Castel Goffredo      |
| 2019-2020 | Titolo non assegnato        |
| 2020-2021 | ASD TT Castel Goffredo      |
| 2021-2022 | ASD TT Castel Goffredo      |
| 2022-2023 | ASD TT Castel Goffredo      |
| 2023-2024 | ASD TT Castel Goffredo      |
| 2024-2025 | ASD TT Castel Goffredo      |